# Krasnaja Gora (Brjansk, Krasnogorski)
Krasnaja Gora (russisch Кра́сная Гора́) ist eine Siedlung städtischen Typs in der Oblast Brjansk in Russland mit 5906 Einwohnern (Stand 14. Oktober 2010).

## Geographie
Der Ort liegt etwa 180 km Luftlinie westsüdwestlich des Oblastverwaltungszentrums Brjansk am Sosch-Nebenfluss Bessed, knapp 20 km von der Staatsgrenze zu Belarus entfernt.
Krasnaja Gora ist Verwaltungszentrum des Rajons Krasnogorski sowie Sitz der Stadtgemeinde Krasnogorskoje gorodskoje posselenije, zu der außerdem die Dörfer Baturowka (10 km nordöstlich), Dubenez (8 km östlich), Selez (8 km südöstlich) und Welikoudebnoje (13 km südsüdöstlich) sowie die Siedlungen Danilowka (5 km westlich), Nowaja Moskwa (3 km nordwestlich), Saglodje (5 km östlich) und Schtschedrin (6 km westlich) gehören.

## Geschichte
Der Ort wurde erstmals 1387 als Popowa Gora erwähnt. 1861 wurde er Verwaltungssitz einer Wolost des Ujesds Surasch des Gouvernements Tschernigow. 1922 erhielt der Ort anstelle der religiös konnotierten Bezeichnung („Popenberg“, von „Pope“ für einen Priester der orthodoxen Kirche) den Namen Krasnaja Gora („Roter Berg“, mit politischem Bezug). Entsprechend wurde die mittlerweile zum Ujesd Klinzy gehörende Wolost von Popowogorskaja in Krasnogorskaja umbenannt und schließlich 1929 in einen Rajon umgewandelt.
Im Zweiten Weltkrieg wurde Krasnaja Gora am 18. August 1941 von der deutschen Wehrmacht besetzt und am 28. September 1943 von der Roten Armee zurückerobert.
1968 erhielt der Ort den Status einer Siedlung städtischen Typs. Die Siedlung und der umliegende Rajon gehören zu den am stärksten von der Nuklearkatastrophe von Tschernobyl 1986 betroffenen Gebieten Russlands.

### Bevölkerungsentwicklung
| Jahr | Einwohner |
| ---- | --------- |
| 1897 | 2729      |
| 1939 | 2657      |
| 1959 | 2258      |
| 1970 | 4430      |
| 1979 | 5727      |
| 1989 | 6909      |
| 2002 | 6599      |
| 2010 | 5906      |

Anmerkung: Volkszählungsdaten

## Verkehr
Nach Krasnaja Gora führen die Regionalstraßen 15K-1302 aus südöstlicher Richtung von Klinzy, 15K-1303 aus südlicher Richtung ebenfalls von Klinzy mit Abzweig nach Nowosybkow sowie 15K-1803 aus südlicher Richtung näher zur belarussischen Grenze auch von Nowosybkow. Bei den jeweils gut 50 km entfernten Städten Klinzy und Nowosybkow besteht Anschluss an die föderale Fernstraße A240 von Brjansk zur belarussischen Grenze Richtung Homel. Dort verläuft auch die nächstgelegene Bahnstrecke Brjansk – Homel.